# Monte Collerin
Il monte Collerin (3.475 m s.l.m.) è una montagna delle Alpi Graie situata sul confine tra l'Italia e la Francia. Dal versante italiano si trova alla testata della val d'Ala; dal versante francese la vetta domina l'abitato di Bonneval-sur-Arc.

## Accesso alla vetta
Dal versante italiano la vetta è raggiungibile partendo del Pian della Mussa e facendo eventualmente tappa al rifugio Bartolomeo Gastaldi. Dal rifugio si sale il lungo vallone di Pian Gias e poi si sale alla sella dell'Albaron (3.450 m). Dalla sella la vetta si raggiunge per facile cresta.